# Xiphogramma indicum
Xiphogramma indicum är en stekelart som beskrevs av Hayat 1980. Xiphogramma indicum ingår i släktet Xiphogramma och familjen hårstrimsteklar. Inga underarter finns listade i Catalogue of Life.